# 沖縄職業能力開発大学校
沖縄職業能力開発大学校（おきなわしょくぎょうのうりょくかいはつだいがっこう）は、沖縄県沖縄市にある職業能力開発大学校。厚生労働省所管の独立行政法人高齢・障害・求職者雇用支援機構が設置・運営する。
沖縄ポリテックカレッジの愛称でも呼ばれる。

## 概要
沖縄ポリテックカレッジでは、専門課程6科、応用課程3科の訓練科が設置されており、各課程の修業年限は2年間である。

## 訓練科

### 専門課程
機械システム系
- 生産技術科

電子情報制御システム系
- 電子情報技術科

電気・電子システム系
- 電気エネルギー制御科

居住システム系
- 住居環境科

接客サービス技術系
- ホテルビジネス科

物流システム系
- 物流情報科

### 応用課程
- 生産機械システム技術科
- 生産電子情報システム技術科
- 生産電気システム技術科

## 学生寮
3食付きで月額約33,000円程度の学生寮が設けられている。全室個室であり、男子寮が87室、女子寮が45室、障害者用が2室あり、入寮には選考がある。

## 在職者訓練
2009年4月現在、在職者訓練として、ものづくり分野の能力開発セミナー（高度職業訓練の専門短期課程）を実施している。